# Louis Abelly
Louis Abelly (1603-1691) fue un eclesiástico y  escritor de Francia.
El ilustrísimo Abelly, obispo de Rhodes, en la vida que ha escrito de San Vicente de  Paúl, nos ha conservado algunos rasgos llenos de artificio que San-Cyran empleaba para atraerselo (cita sacada de la obra de José Domingo <<Bourg-Fontaine o sea el jansenismo al descubierto>>, Lérida, 1855)

## Biografía
Abelly nació en París de respetables padres y después de recibir su título de doctor en la facultad de teología, en 1662 llegó a sacerdote de Saint-Judocus en París, y era confesor del cardenal Mazarino quien le nombró en 1664 obispo de Rhodes.
Abelly como no le gustaba la reclusión en la diócesis después de unirse a los círculos literarios de la metrópolis, tuvo que renunciar a su obispado, y en 1666 regresó a París donde fijó su residencia con los religiosos de la congregación de las misiones en su casa de San Lázaro y se dedicó a la literatura.
Abelly dejó un número grande de trabajos y Jean-Pierre Niceron (1685-1738) profesor de retórica y filosofía en diversos Colegios, escribiendo en parte original, en parte compilada, una historia de escritores ilustres en 43 vols, 1727-45, da noticia de 33 distintas publicaciones, siendo las principales obras las siguientes: una de teología y decretos pontificios con muchas ediciones pero que expuso a Abelly al sarcasmo de Nicolas Boileau y graves censuras de los janseistas, tradiciones de la Iglesia y devoción a la Virgen María dando esta obra a los protestantes contra los más moderados de los católicos, la obediencia y sumisión que se debe al Papa fruto esta obra de su celo contra el jansenismo, la biografía de San Vicente de Paúl (también escribió la vida del santo el teólogo de Francia Pierre Collet (1693-1770), las verdades más importantes de la Fe y Justicia cristiana, meditaciones y un tratado de herejías.
Carlos Enrique Janson (1734-1817) cura nacido en Besanzon quien consiguió el curato de Chambornay-les-Pin, en cuya parroquia manifestó un dinamismo infatigable en el cumplimiento de sus tareas y 23 años después obtuvo la dirección de las carmelitas en París, dejó multitud de obras escritas, entre ellas algunas manuscritas como una referida a Abelly: <<Compendio de las meditaciones de Abelly sobre las principales verdades del Evangelio>>, y Andre-Joseph Ansart (1725-1790), sacerdote conventual del Orden de Malta, doctor en ambos derechos por la Facultad de París, abogado en el Parlamento, dice en su obra <<El Espíritu de San Vicente de Paul o modelo de conducta que se propone a todos los eclesiásticos>>, Madrid: Viuda de Ibarra, 1801, que San Vicente de Paul será más bien famoso cuando se le presente, según palabras de Abelly a quien debemos la vida del santo, con su equipaje ordinario: humildad, sencillez y su acostumbrada candidez.

## Obras
- Medulla theologica  ex Sacris Scripturis conciliorum pontificumque...., Alexandria, 2007.
- Sacerdos christianus seu manuductio, París, 1737.
- Corona anni christiani, sive meditationes, Colonia, 1732.
- Verdadero mhetodo de predicar según el espíritu de el Evangelio, Madrid, 1724.
- Les veritez principales et plus importantes de la foy et de la justice chretienne, París, 1688.
- La vie du venerable serviteur de Dieu Vincent de Paul:..., París: F. Lambert, 1664,  3 vols.
- Traite des heresies,..., París, 1661.
- Otras